# La guerra di Piero/La ballata dell'eroe
La guerra di Piero/La ballata dell'eroe è il quinto singolo di Fabrizio De André, pubblicato in Italia dalla Karim nel 1964.

## Tracce
1. La guerra di Piero (testo: Fabrizio De André – musica: Vittorio Centanaro, depositata in Siae a nome De André)
2. La ballata dell'eroe (Fabrizio De André)

## Produzione
La guerra di Piero è arrangiata da Vittorio Centanaro e La ballata dell'eroe da Gian Piero Reverberi. Le registrazioni sono state effettuate il 18 e 25 luglio 1964 negli studi Dirmaphon di Roma, con la consulenza artistica di Carlo Nistri.

## Musicisti
- Fabrizio De André: voce, chitarra
- Vittorio Centanaro: chitarra in La guerra di Piero
- Werther Pierazzuoli: basso
- Franco De Gemini: armonica a bocca in La ballata dell'eroe
- Angerisi Tarantino: organo in La ballata dell'eroe

## Brani
La guerra di Piero
Con La guerra di Piero De André ritorna, tre anni dopo La ballata dell'eroe (che è sull'altro lato del singolo), sul tema della guerra; punto di riferimento stilistico è Georges Brassens, ma l'ispirazione viene dalla figura dello zio materno del cantautore, Francesco Amerio. Il ricordo del suo ritorno dal campo di concentramento, i suoi racconti, il resto della vita trascorsa alla deriva, segnarono profondamente la sensibilità del nipote Fabrizio, che in più occasioni si ricorderà di lui.
(Fabrizio de André)
L'infanzia a Revignano d'Asti e i personaggi che la popolarono rimarranno fonte di ispirazione costante fino all'ultimissima produzione.
Fu con Vittorio Centanaro, valente chitarrista di impostazione classica, che De André mise a punto questa composizione che sarebbe diventata una delle sue più famose. Il cantautore genovese ha sempre ricordato l'amicizia con Centanaro e l'importanza della sua frequentazione, dalla quale sarebbe poi nata anche Si chiamava Gesù, incisa in Vol. 1º (1967).
La musica del brano, sebbene fosse stata scritta da Vittorio Centanaro, fu depositata da De André perché l'amico non era iscritto alla Siae.
(Vittorio Centanaro)
La guerra di Piero, inizialmente passata quasi inosservata, sarebbe poi entrata, col '68, nel repertorio militante degli studenti di sinistra e in quello dei cattolici, egualmente impegnati a ridefinire il proprio ruolo nel sociale.
(Fabrizio de André, in un'intervista al Corriere Mercantile di Genova, 8 marzo 1968)
La critica ha intravisto nel componimento degli echi provenienti da una celebre poesia del 1870 di Arthur Rimbaud, Le dormeur du val (L'addormentato nella valle), musicata e cantata nel 1955 da Léo Ferré; vi sono inoltre delle corrispondenze (probabilmente casuali) con una canzone di Gustave Nadaud ispirata alla spedizione garibaldina dei Mille, Le Soldat de Marsala.
Una quartina richiama la canzone Dove vola l'avvoltoio? scritta nel 1958 da Italo Calvino, musicata da Sergio Liberovici e incisa da Pietro Buttarelli nello stesso anno:
(Italo Calvino, Dove vola l'avvoltoio, 1958)
(Fabrizio De André, La guerra di Piero, 1964)
La versione originale della canzone è assai più lenta rispetto a quella dell'album Volume 3º; durante i concerti sarà eseguita in maniera ancora più rapida, in particolare nella versione riarrangiata insieme alla Premiata Forneria Marconi (PFM) nel 1979.
Nella prima edizione del singolo (KN 194) La guerra di Piero è lato B nella seconda e terza edizione del 45 giri diventa lato A (la terza copertina è identica alla prima).
La giava cui fa riferimento il testo è una vecchia danza francese passata ormai di moda.

### Cover
- 1998: Gem Boy (cover parodistica)
- 2003: Adriano Celentano, nell'album Faber, amico fragile
- 2005: Modena City Ramblers e Piero Pelù nell'album Appunti partigiani.
- 2011: Macrobiotics, nell'album "Balerasteppin"

### La ballata dell'eroe
Versione diversa rispetto a quella pubblicata tre anni prima sul singolo La ballata del Miché/La ballata dell'eroe.